# Tierra de esperanza
Tierra de esperanza es una telenovela mexicana producida por José Alberto Castro para TelevisaUnivision. La telenovela es una versión de la historia estadounidense de 2005 La Tormenta, creada por Humberto «Kiko» Olivieri, siendo adaptada por José Alberto Castro y Vanesa Varela. Se estrenó a través de Las Estrellas el 12 de junio de 2023 en sustitución de El amor invencible, y finalizó el 1 de septiembre del mismo año siendo reemplazado por Gloria Trevi: ellas soy yo.
Está protagonizada por Carolina Miranda y Andrés Palacios, junto con Luis Roberto Guzmán, Martha Julia, Carmen Becerra y Sergio Goyri en los roles antagónicos.

## Premisa
María Teresa (Carolina Miranda), una atractiva empresaria que, tras la detención de su padre, tiene que tomar control de la hacienda que le dejó su madre, donde conoce a Santos (Andrés Palacios), el capataz de la hacienda, un hombre salvaje e indomable con el que va a chocar constantemente.
María Teresa no imaginará que de sus frecuentes conflictos con Santos nacerá un amor tan poderoso que transforme por completo a María Teresa y dome el corazón de Santos.

## Reparto
Una lista del reparto confirmado se publicó el 9 de marzo de 2023, a través de El Sol de México.

### Principales
- Carolina Miranda como María Teresa Arteaga
- Andrés Palacios como Santos Sandoval
- Luis Roberto Guzmán como Marco Rivas
- Mariana Seoane como Bernarda Rangel
- Sofía Castro como Valentina Rangel
- Martha Julia como Adriana Espinoza
- Nuria Bages como Remedios
- Natalia Esperón como Norma Jurado
- Daniel Tovar como Crisóforo «Cris» García
- Alejandro Tommasi como Esteban Arteaga Portillo
- Luz María Aguilar como Natividad «Nany» Páramo
- Carmen Becerra como Irasema Huerta
- Mimí Morales como Camila Díaz
- Israel Islas como El Chacal
- Erika García como Genoveva Mendoza
- Clarisa González como Regina Rangel
- Hildeberto Maya como Martín Trejo
- Nicolás Krinis como Cuenca
- Luis Gerardo León como Grimaldi
- Iván Ochoa como Pedro
- León Peraza como Aldo Cisneros
- Pedro Baldo como Clemente Ferrer Jurado
- Sergio Goyri como Rutilio Ferrer

### Recurrentes e invitados especiales
- Marco Zetina como Jerónimo
- Francisco Avendaño como Víctor

## Episodios
| N.º | Título                                       | Fecha de emisión original | Audiencia (millones) |
| --- | -------------------------------------------- | ------------------------- | -------------------- |
| 1 | «La dueña de la hacienda»                    | 12 de junio de 2023       | 3.4                  |
| Esteban es detenido por el delito de fraude, María Teresa está dispuesta a sacar a su padre de la cárcel ya que es víctima de una injusticia y Marco le asegura a Rutilio que Santos ya no será un problema para ellos. Esteban, le asegura a María Teresa que la hacienda es la única esperanza que tienen para sobrevivir. Bernarda le prohíbe a Valentina relacionarse con Santos, ya que es un mujeriego. Valentina llega a la casa de Santos para robarle un beso. Adriana recuerda el momento cuando le quitó la vida a Jerónimo, pero le hace creer a Marco que Santos fue el culpable. María Teresa llega a la hacienda y se da cuenta al momento que no podrá gozar de los privilegios a los que está acostumbrada, Santos le hace ver su suerte dejándola sola. María Teresa al estar sola corre peligro por culpa de tres hombres, Santos llega y le salva la vida. Valentina se entera de que llegó la dueña de la hacienda y se pone celosa.                               |                                              |                           |                      |
| 2 | «Vengo a tomar las riendas de mi hacienda»   | 13 de junio de 2023       | 3.5                  |
| Santos lleva a María Teresa al centro de Puerto Bravo, ahí conoce a Marco y a Adriana, quienes le brindan su apoyo ahora que está pasando por un momento difícil con su padre. Rutilio, le reclama a Norma por solapar a Clemente con la idea de ser pintor, Adriana y Marco llevan a María Teresa a la hacienda y se enteran de los planes que tiene la hija de Esteban con sus tierras. Santos, le confiesa a Genoveva que la patrona está muy guapa, de pronto, comienza a escuchar unos gritos y corre al auxilio de María Teresa, quien está aterrada por tener una tarántula en su espalda. Marco se entera de que Camila espera un hijo suyo. Bernarda, al ver a Valentina discutiendo con otra mujer por Santos, no duda en insultarla, pero ella le deja en claro que es María Teresa, la dueña de la hacienda. Santos y María Teresa hacen el recorrido por toda la hacienda, Marco, al enterarse lo que su gente intentó hacerle daño a la hija de Esteban, acaba con ellos. |                                              |                           |                      |
| 3 | «Proteger las tierras de quien sea»          | 14 de junio de 2023       | 3.2                  |
| Después de desmayarse, Santos lleva a María Teresa con su tía para que le dé un remedio. Valentina hace evidente su enojo ante la llegada de María Teresa al rancho. Marco sorprende a María Teresa con un ramo de flores y le reitera que no está sola, ella le agradece su amabilidad, pero Santos cuestiona su visita. Por culpa de Marco, la casa de Jovita se derrumba y Santos intenta salvar a su familia, pero María Teresa, temiendo por él, entra a rescatarlo. Rutilio invita a Adriana a una cita. Valentina le reclama a Santos su cercanía con María Teresa, él le asegura que no hay nada entre ellos. Marco le paga a Pepe para que le informe de todo lo que sucede en el rancho de María Teresa. Marco comparte con Rutilio su plan de acabar con Santos para que puedan pasar la mercancía por el río. Marco visita a María Teresa en el rancho, pero Santos lo echa.                                                                                                |                                              |                           |                      |
| 4 | «Me siento muy atraído por ti»               | 15 de junio de 2023       | 3.3                  |
| Santos le dice a María Teresa que Marco no es de fiar y la reta a aprender las tareas del rancho para que pueda mandar a todos los empleados. Santos enseña a María Teresa a ordeñar una vaca, él se acerca a ella y ella le asegura que no es una mujer fácil. María Teresa visita el rancho de Marco y él aprovecha para confesarle su amor, ella le agradece su sinceridad, pero le dice que está comprometida. Santos se entera de que hombres armados han entrado a las tierras de María Teresa, ella los reporta a las autoridades. Valentina le pregunta a Santos si está enamorado de María Teresa, pues los ha visto juntos con frecuencia. |                                              |                           |                      |
| 5 | «Yo soy el encargado de cuidarla»            | 16 de junio de 2023       | 3.0                  |
| Marco propone un plan a María Teresa para cuidar el río de gente armada, ella lo comparte con Santos, pero él le pide que no confíe en él. Remedios, al sentirse atacada por Adriana, le recuerda el crimen que cometió. Remedios es víctima de la saña de Adriana e Irasema, Santos es testigo de todo y cuestiona a su tía sobre el odio que Adriana le tiene. Santos le asegura a María Teresa que se compromete a cuidar la tierra tanto como ella. Marco celebra que Camila perdió a su bebé, ella le dice que algún día pagará por todo el daño que causó. Valentina se disculpa con su madre, pero vuelven a discutir porque Bernarda quiere forzar la idea de que todos los hombres son malos. Santos le roba un beso a María Teresa y ella le corresponde. |                                              |                           |                      |
| 6 | «No pongas tus ojos ahí»                     | 19 de junio de 2023       | 3.0                  |
| María Teresa abofetea a Santos después de que éste le roba un beso. Bernarda le deja una pistola a Regina para que se proteja de cualquier hombre y le da autorización para dispararle. Esteban se entera de que el juez ha aceptado su arresto domiciliario. Regina no deja de pensar en el muchacho que conoció. Santos es detenido por defender a una mujer del acoso de Tomás. Adriana entra en el despacho de Marco para encontrar pruebas del plan que le oculta. María Teresa se entera de que Santos está en la cárcel y paga su fianza. Valentina está dispuesta a saber más de Clemente, pero Regina le pide que no lo haga. María Teresa no quiere oír razones sobre la pelea de Santos. Santos confiesa a su tía Remedios que siente algo muy fuerte por María Teresa. Aldo sorprende a María Teresa en el rancho y la besa delante de Santos. |                                              |                           |                      |
| 7 | «Al que se confía le va mal»                 | 20 de junio de 2023       | 3.2                  |
| Aldo le asegura a María Teresa que Santos tiene mala actitud, ella lo defiende. Santos se entristece al saber que María Teresa está comprometida y confirma que no debió ilusionarse con ella. Adriana le dice a Irasema que encontrará la manera de que todas las mujeres del pueblo odien a María Teresa. Marco visita a María Teresa y le hace creer que Santos es un hombre peligroso y le aconseja que lo eche del rancho. Adriana le advierte a Marco que si se entera de que está recibiendo más dinero no lo perdonará. Valentina sorprende a Santos en el río y le roba un beso. |                                              |                           |                      |
| 8 | «En este lugar mando yo»                     | 21 de junio de 2023       | 3.1                  |
| Durante la cena, Adriana le hace pasar un incómodo momento a Aldo al saber que el prometido de María Teresa, era uno de sus trabajadores. Aldo aprovecha que está con María Teresa para seducirla, ella lo rechaza y le asegura que no es momento. Remedios se da cuenta de que su sobrino está triste por el compromiso de su patrona. María Teresa se da cuenta de que Santos está celoso, lo cuestiona, pero él lo niega, ella se acerca para provocarlo. Adriana interroga a Rutilio sobre los negocios que tiene con Marco. Aldo le pide a María Teresa no confiar en Santos, ella se niega a correrlo solo por lo que Marco y Trejo dicen de él. Regina cree que Clemente es un hombre peligroso, pero Valentina le pide que no desanimarse. Marco le revela a Aldo las razones por las que odia a Santos. |                                              |                           |                      |
| 9 | «No voy a vender estas tierras»              | 22 de junio de 2023       | 3.1                  |
| Santos intenta coquetear con María Teresa y logra ponerla nerviosa. Aldo le hace saber a María Teresa que Santos es un asesino, ella no puede creer la noticia y le asegura que es bueno. Aldo le propone a María Teresa vender el rancho, ella se niega ya que su madre heredó la tierra. Marco planea matar a Santos para cruzar su mercancía. Valentina le revela a Santos que se siente muy afortunada de tenerlo en su vida, intenta acostarse con él, pero es rechazada. Santos le asegura a María Teresa que no es un asesino y le revela cómo sucedieron las cosas con el padre de Marco. Santos se enoja con María Teresa por su desconfianza, Valentina al verlo enojado, le da un beso, pero son vistos por María Teresa. |                                              |                           |                      |
| 10 | «Tiren a matar»                              | 23 de junio de 2023       | 3.3                  |
| Marco le revela a Rutilio que sabe dónde va a enterrar a Santos. María Teresa planea recortar el presupuesto del rancho, pero Santos le dice que ella será la única que se beneficiará de esto. Marco tiene todo listo para transportar su mercancía. Los hombres de Marco entran a La Esperanza y comienzan a disparar, Santos se prepara para enfrentarlos. Valentina está en peligro. Clemente cuida a Regina y descubre que es sorda. Santos logra defender la tierra de María Teresa pero se desmaya. |                                              |                           |                      |
| 11 | «Me moría de miedo de perderte»              | 26 de junio de 2023       | 2.8                  |
| María Teresa teme que Santos no logre sobrevivir al ataque. Valentina le confiesa a su hermana Regina que confirma lo que dice su mamá, todos los hombres son malos. Valentina visita a Santos y le ruega que salve su vida, María Teresa se enfrenta con Rutilio por lo sucedido en su hacienda. María Teresa teme que la situación que actualmente vive en La esperanza la orille a venderla, por lo que le confiesa a Bernarda que fue un error haber llegado a la hacienda. María Teresa se desahoga con Marco y le confiesa que si las cosas no se solucionan en La esperanza, buscará vender la hacienda. Santos visita a María Teresa para ofrecerle consuelo, ella le agradece su valor para proteger la hacienda. |                                              |                           |                      |
| 12 | «Vamos a hacer justicia»                     | 27 de junio de 2023       | 3.1                  |
| Valentina, le confiesa a Santos que unos hombres intentaron tocarla sin su consentimiento cuando él defendía La esperanza. Marco le ofrece su ayuda a María Teresa, Santos los interrumpe y al quedarse solos, él le advierte que se aleje de sus asuntos. Santos se entera de que María Teresa quiere vender la hacienda y hace un esfuerzo para convencerla de seguir luchando por su patrimonio. Marco le pide a Adriana acercarse a María Teresa, pero ella sospecha de la coincidencia entre el ataque a la hacienda y su salida. Santos sorprende a María Teresa al reunir a los trabajadores con ofrendas de objetos valiosos para que entre todos, puedan salvar la hacienda. |                                              |                           |                      |
| 13 | «¿Tiene miedo de pasar la noche conmigo?»    | 28 de junio de 2023       | 3.0                  |
| Al no poder vender su mercancía en el pueblo, María Teresa decide aprovechar el encanto de Santos para promocionarla en los pueblos cercanos. Valentina se queja con Bernarda por no dejarla ir a vender y teme que la amistad entre Santos y María Teresa acabe en otra cosa. Marco cumple el acuerdo con Rutilio y entrega al hombre que intentó atacar a María Teresa. Al no poder encontrar otra habitación en la posada, María Teresa y Santos se ven obligados a permanecer juntos y compartir una cama. |                                              |                           |                      |
| 14 | «Ir en contra de la ley»                     | 29 de junio de 2023       | 2.9                  |
| María Teresa agradece a Santos todo lo que ha hecho por ella y los dos comparten un momento. Santos le comenta a Valentina que tuvo que pasar la noche con María Teresa, Valentina se enfada al pensar que hay algo entre los dos. María Teresa acude a la comisaría a identificar al hombre que intentó hacerle daño el día que entraron a la estancia. Rutilio le dice a María Teresa que Santos aún no ha declarado y su desaparición lo ha convertido en sospechoso. María Teresa intenta defender a Santos de la orden del Comandante Trejo, pero Trejo la empuja, provocando la furia de Santos. |                                              |                           |                      |
| 15 | «Lo trae en la sangre»                       | 30 de junio de 2023       | 2.9                  |
| Santos le advierte a Clemente que tenga cuidado con Bernarda, que está dispuesta a todo para proteger a sus hijas. Santos le dice a María Teresa que todos tendrán que trabajar para sacar adelante el rancho. El Sr. Teo les advierte a Santos y María Teresa que todo el pueblo ya se enteró de sus negocios sucios y nadie quiere involucrarse con el rancho. Aldo visita a Esteban para informarle sobre su investigación, pero cuando Esteban intenta levantarse, se desmaya. Pedro regresa al rancho y le informa a Santos que le robaron la camioneta. |                                              |                           |                      |
| 16 | «Nada de lo que hago es suficiente»          | 3 de julio de 2023        | 2.8                  |
| Al enterarse del robo, Santos decide visitar a Danilo para intentar explicarle que la situación se le ha ido de las manos. Chacal visita a Marco para entregarle el pago por la venta de los productos robados. Al enterarse de que Esteban está mal de salud, Bernarda intenta desesperadamente contactarlo. Marco se burla de la situación que atraviesa el rancho y Santos lo confronta para evitar que los demás trabajadores pierdan la fe. María Teresa intenta solicitar un préstamo para salvar el rancho, pero debido a la mala gestión de su padre, no puede solicitar un préstamo. |                                              |                           |                      |
| 17 | «¿Qué está pasando entre el capataz y tú?»   | 4 de julio de 2023        | 2.8                  |
| Remedios visita a Delfino para saldar la deuda de Santos y lo confronta por dudar de la palabra de su sobrino. María Teresa busca a Fabiola para proponerle un nuevo negocio con el que asegura salvará el rancho. Aldo se harta de que María Teresa siempre defienda a Santos y le pregunta si le está siendo infiel. Marco le exige a Rutilio que organice una nueva ruta para transportar los pedidos de Grimaldi, ya que le hace una lucrativa propuesta comercial. Santos está feliz de volver a ver a María Teresa, pues afirma que el vuelo casi le cuesta la vida. |                                              |                           |                      |
| 18 | «Ya no eres la misma»                        | 5 de julio de 2023        | 2.8                  |
| María Teresa lleva a Santos a comprar ropa más adecuada para el encuentro y se sorprende al ver el resultado del cambio. Regina se confunde al ver a Bernarda de la mano de Marco y le pregunta al respecto. Regina tiene miedo de salir con Clemente, ya que no sabe cómo se comunicarán, pero Valentina le recomienda que siga su corazón. Adriana sabe que al ayudar a Marco en su búsqueda de María Teresa, tarde o temprano se olvidará del rancho y le permitirá quedarse con la propiedad. Aldo se queja con María Teresa por rechazarlo íntimamente, ella se harta de sus celos y le pide que termine su noviazgo. |                                              |                           |                      |
| 19 | «¿Y si Marco es nuestro papá?»               | 6 de julio de 2023        | 3.0                  |
| Regina se da cuenta de que Bernarda cambia cada vez que está cerca de Marco y comparte con Valentina su preocupación de que él sea su padre. Santos le jura a María Teresa que hará lo que sea para que siempre sonría. Rutilio acorrala a Bernarda proclamando su deseo, pero ella lo detiene. Regina logra escabullirse para tener su primera cita con Clemente; a pesar de la barrera del idioma, logran entenderse. Adriana agradece a Rutilio por su ayuda con su pedido y le dice que busca algo más que una amistad con él. |                                              |                           |                      |
| 20 | «¡No quiero que te vayas!»                   | 7 de julio de 2023        | 3.1                  |
| María Teresa y Santos celebran la firma del contrato y al volver a casa se dan un beso. María Teresa y Santos disfrutan del desayuno, pero la llamada de Valentina molesta a María Teresa cuando recuerda que Santos no dejará de ser mujeriego. Adriana e Irasema se topan con Grimaldi, quien las reconoce con otro nombre; temen que su secreto sea expuesto y fingen no conocerlo. María Teresa decide poner en venta su apartamento para salvar el rancho. Santos le advierte a María Teresa que Marco tiene más de un interés en ella y ella se da cuenta de que él está celoso. |                                              |                           |                      |
| 21 | «¿Por qué no te quedas esta noche conmigo?»  | 10 de julio de 2023       | 3.0                  |
| Bernarda logra hablar con Ernesto y se alegra de saber que está mejor de salud. María Teresa y Santos disfrutan de una velada a solas y duermen juntos. Camila pide la ayuda de Remedios para exponer a Marco y hacerle pagar la muerte de su bebé. Al ver que Clemente no le dejó ningún mensaje a Regina, Valentina la convence de escribirle primero para hacerle saber cómo se siente. Antes de abordar el avión de regreso a Puerto Bravo, Santos recuerda las palabras de María Teresa y se da cuenta de que él tampoco quiere separarse de ella, porque por primera vez en su vida está enamorado. |                                              |                           |                      |
| 22 | «El amor está enfrente de nosotros»          | 11 de julio de 2023       | 3.0                  |
| Adriana le pide a Rutilio que se ocupe de las nuevas personas que han llegado al pueblo y que investigue a Remedios y sus estafas. Rutilio intenta seducir a Norma, pero ella lo rechaza; al día siguiente ella se queja de sus infidelidades. Remedios advierte a Santos que su relación con María Teresa puede estar destinada al fracaso ya que viven en mundos diferentes. Santos regresa a La Esperanza y Valentina se entera de que pasó la noche con María Teresa. Santos comenta con Bernarda sus sospechas de que Marco está interesado en María Teresa. Bernarda se decepciona al darse cuenta de que Marco solo la ha estado usando. |                                              |                           |                      |
| 23 | «Apostar todo»                               | 12 de julio de 2023       | 2.8                  |
| Clemente busca el expediente de la muerte de Jerónimo para calmar las habladurías que culpan a Santos y Remedios del asesinato. Aldo se disculpa con María Teresa por su última discusión y le ruega que reconsidere su relación. Grimaldi se presenta en La Soledad buscando a Adriana por orden de Rutilio, ella se sorprende al verlo en su casa. Santos intenta explicarle a María Teresa sobre su encuentro con otra mujer, pero ella no quiere verlo. |                                              |                           |                      |
| 24 | «Usted no sabe ser hombre de una mujer»      | 13 de julio de 2023       | 3.0                  |
| Santos intenta confesarle sus sentimientos a María Teresa, pero ella le pide que se limite a hablar solamente de trabajo. Santos organiza una cena sorpresa para María Teresa para decirle que la ama. Adriana le pide a Rutilio que tenga cuidado con Grimaldi e intenta besarlo, pero Norma celosa los interrumpe. Aldo está decidido a mudarse al rancho para recuperar el amor de María Teresa. Santos lamenta haber perdido la oportunidad de confesarle a María Teresa lo que siente por ella. |                                              |                           |                      |
| 25 | «Me rompieron el corazón»                    | 14 de julio de 2023       | 2.9                  |
| Sin saber que su hija rompió su compromiso, Esteban promete hacer todo lo posible para que María Teresa se case con Aldo. Aldo confronta a Santos sobre la noche que pasó con María Teresa. Santos se siente usado cuando se da cuenta de que la noche que pasó con María Teresa no significó nada para ella. Santos besa a Valentina cuando se entera de su admiración. Santos no permitirá que María Teresa se case con Aldo sin antes luchar por su amor. |                                              |                           |                      |
| 26 | «¿Quieres ser mi novia?»                     | 17 de julio de 2023       | 2.7                  |
| Aldo le dice a Santos que María Teresa necesita rodearse de gente de su nivel y no de cualquier hombre. Luego de la discusión con Aldo, Santos acuerda una cita con Valentina y le pide que sea su novia. Marco está convencido de que el único ilusionado con una boda es Aldo y no María Teresa, por lo que quiere conquistarla a toda costa. María Teresa camina por el rancho y se sorprende al ver a Santos besando a Valentina. |                                              |                           |                      |
| 27 | «Una tierra que no tiene ley»                | 18 de julio de 2023       | 2.8                  |
| Marco insiste en tener la tierra de María Teresa en su poder. Rutilio intenta aprovecharse de Bernarda, pero ella se defiende de su comportamiento. Santos busca la aprobación de Bernarda para su relación con Valentina, pero ella se opone. Bernarda le informa a Valentina que no está de acuerdo con su relación con Santos. Valentina no quiere separarse de Santos y sale de casa a pesar de las amenazas de su madre. |                                              |                           |                      |
| 28 | «¡Vamos a casarnos ya!»                      | 19 de julio de 2023       | 2.6                  |
| Santos confronta a Bernarda por su desconfianza hacia los hombres y ella le confiesa el dolor que le han causado. Aldo le pide a María Teresa que fije una fecha para su boda, ella accede a casarse por lo civil en cuanto le entregan el primer pedido. Tras la conversación con Bernarda, Valentina llega a la conclusión de que su padre pudo haber agredido a su madre. Santos le dice a María Teresa que llegó la nueva maquinaria y Aldo lo sorprende con la noticia de que se casarán cuando viajen a la ciudad. Valentina sorprende a Santos con la noticia de que Bernarda finalmente ha aprobado su relación. |                                              |                           |                      |
| 29 | «¿Estás segura de que te quieres casar?»     | 20 de julio de 2023       | 3.0                  |
| Rutilio sorprende a Norma con detalles románticos para que no le pida el divorcio. Santos confronta a María Teresa sobre su matrimonio con Aldo y siembra dudas sobre si realmente es lo que ella quiere. Santos teme no solucionar el problema que tienen las vacas y arriesgar todo por lo que María Teresa ha sacrificado tanto. Irasema le confiesa a Adriana que lo más probable es que hayan matado al hombre al que sedaron hace años y por eso es buscada por la policía. María Teresa le confiesa a Nany sus razones para casarse con Aldo, pero en realidad su corazón pertenece a Santos. |                                              |                           |                      |
| 30 | «Una boda arruinada»                         | 21 de julio de 2023       | 2.7                  |
| Irasema insinúa que Adriana ya había matado a alguien antes, Adriana la amenaza con no volver a decir eso. Santos le confiesa a Remedios que solo aceptó a Valentina para llenar el vacío que dejó María Teresa. La policía interrumpe la boda de María Teresa para detener a Aldo acusado de fraude. Santos sorprende a Valentina al anunciar frente a todos los trabajadores del rancho que oficialmente están saliendo. Santos se entera de que María Teresa no se casó con Aldo y se alegra con la noticia a pesar de que él está con Valentina. |                                              |                           |                      |
| 31 | «Es el fin para todos»                       | 24 de julio de 2023       | 2.6                  |
| Marco aprovecha la tristeza de María Teresa para mostrar su interés y, finalmente, enamorarla. María Teresa se enfurece cuando confirma que Aldo está detrás del fraude contra la empresa de su padre y lo abofetea por traicionarla a ella ya su padre. Al ver los problemas de María Teresa, Marco le ofrece toda su producción para entregar el pedido pendiente y le asegura que sus empleados no están cuidando su rancho. |                                              |                           |                      |
| 32 | «Vamos a salvar a La Esperanza»              | 25 de julio de 2023       | 2.8                  |
| Marco se queja con Santos por fallar a María Teresa y le advierte que su rancho se encargará del pedido. Marco anima a María Teresa y le asegura que a partir de ahora las cosas van a cambiar. Santos confronta a María Teresa para saber si la noche que pasaron juntos significó lo mismo para ella. Valentina se entera de que María Teresa no se casó y teme perder a Santos. |                                              |                           |                      |
| 33 | «Las cosas caen por su propio peso»          | 26 de julio de 2023       | 2.8                  |
| Para garantizar el pago de la deuda, María Teresa le entrega a Marco las escrituras del rancho 'La Esperanza'. Marco le confiesa a Bernarda que está ayudando a María Teresa en beneficio de ella y no se dará por vencido hasta recuperar su amor. Valentina defiende a Santos de las quejas de María Teresa, desconociendo todos los sacrificios que hizo por el rancho. Santos advierte a María Teresa que las desgracias del rancho han sido provocadas y le jura que velará siempre por sus intereses. Regina y Clemente se encuentran en el pueblo, donde él le agradece por mostrarle amor y la sorprende con un beso. |                                              |                           |                      |
| 34 | «Inspección de sanidad»                      | 27 de julio de 2023       | 2.9                  |
| Regina acepta ser la novia de Clemente, pero le pide que mantenga las cosas ocultas mientras consiguen que Bernarda les dé permiso. Marco sorprende a María Teresa con un ramo de flores para alegrarle el día. Valentina le cuenta a Regina que vio a Marco con otra mujer y le asegura que él tiene la culpa de la infelicidad de Bernarda. Rutilio le advierte a María Teresa que no se meta en problemas o fácilmente podría cerrar el rancho. Bernarda y sus hijas se encuentran con Rutilio en el rancho y ella lo amenaza para que se aleje de ellas; Bernarda le confiesa a Valentina que él es el hombre que la lastimó. |                                              |                           |                      |
| 35 | «Yo me sé cuidar sola»                       | 28 de julio de 2023       | 2.8                  |
| María Teresa se entera de que Rutilio fue quien ordenó la inspección de La esperanza para cerrarla. Clemente le comparte a Regina que ha encontrado la manera de que ella escuche, pero ella lo rechaza sabiendo que Bernarda no lo autorizará. Al ver la forma en que Santos defiende a María Teresa, Valentina siente celos y sospecha que algo pasó entre los dos en su viaje a la ciudad. Valentina le pregunta a Rutilio sobre su ataque a Bernarda y para saber si es su padre, pero Clemente los interrumpe. |                                              |                           |                      |
| 36 | «Tú no tienes que ensuciarte las manos»      | 31 de julio de 2023       | 2.9                  |
| 37 | «Es mejor no pensar en el hubiera»           | 1 de agosto de 2023       | 2.9                  |
| 38 | «Nos estamos dejando llevar por la pasión»   | 2 de agosto de 2023       | 2.6                  |
| 39 | «Es momento de que se sepa la verdad»        | 3 de agosto de 2023       | 2.8                  |
| 40 | «Todo esto va a ser mío»                     | 4 de agosto de 2023       | 2.7                  |
| 41 | «Un clavo que saca otro clavo»               | 7 de agosto de 2023       | 2.7                  |
| 42 | «Mi matrimonio terminó por culpa tuya»       | 8 de agosto de 2023       | 2.6                  |
| 43 | «El padre de Valentina eres tú»              | 9 de agosto de 2023       | 2.8                  |
| 44 | «Hoy truena Santos»                          | 10 de agosto de 2023      | 2.8                  |
| 45 | «No debería echarse a ese tipo como enemigo» | 11 de agosto de 2023      | 2.7                  |
| 46 | «¡Yo soy inocente!»                          | 14 de agosto de 2023      | 2.7                  |
| 47 | «Eres lo único que le queda»                 | 15 de agosto de 2023      | 3.1                  |
| 48 | «¿Me comprarías mi esperanza?»               | 16 de agosto de 2023      | 3.2                  |
| 49 | «Duda razonable»                             | 17 de agosto de 2023      | 3.3                  |
| 50 | «¡Esto cambia todo!»                         | 18 de agosto de 2023      | 3.3                  |
| 51 | «Hablar de mujer a mujer»                    | 21 de agosto de 2023      | 3.2                  |
| 52 | «Yo no soy tu madre biológica»               | 22 de agosto de 2023      | 3.1                  |
| 53 | «Esto se acabó»                              | 23 de agosto de 2023      | 3.3                  |
| 54 | «Ojo por ojo»                                | 24 de agosto de 2023      | 3.1                  |
| 55 | «Valentina está muerta»                      | 25 de agosto de 2023      | 3.5                  |
| 56 | «Nunca he dejado de sentir algo por usted»   | 28 de agosto de 2023      | 3.6                  |
| 57 | «Muerto el perro se acabó la rabia»          | 29 de agosto de 2023      | 3.4                  |
| 58 | «Me voy de La Esperanza»                     | 30 de agosto de 2023      | 3.6                  |
| 59 | «Vas a pagar por lo que hiciste»             | 31 de agosto de 2023      | 3.7                  |
| 60 | «Una vida llena de amor»                     | 1 de septiembre de 2023   | 3.6                  |

Nota
1. ↑  Este episodio se pre-estrenó el 9 de junio de 2023 a través de Vix, la página, app y redes sociales oficiales —incluido el canal de Youtube y cuenta oficial de Facebook— de Las Estrellas.[10][11]

## Producción
En enero de 2023 se informó que José Alberto Castro había iniciado la preproducción de su próxima telenovela. El 7 de marzo de 2023, Carolina Miranda y Andrés Palacios fueron anunciados en los papeles principales, siendo el título provisional de la telenovela La campirana. El rodaje comenzó el 13 de marzo de 2023 en Tlacotalpan, Veracruz. El 28 de marzo de 2023 se anunció Tierra de esperanza como título oficial de la telenovela. La telenovela tiene confirmado 60 episodios para su rodaje y emisión.

## Audiencias
| Temporada | Horario (CT)                     | Episodios | Primera emisión     | Primera emisión      | Última emisión          | Última emisión       | Prom. de espectadores (millones) |
| Temporada | Horario (CT)                     | Episodios | Fecha               | Audiencia (millones) | Fecha                   | Audiencia (millones) | Prom. de espectadores (millones) |
| --------- | -------------------------------- | --------- | ------------------- | -------------------- | ----------------------- | -------------------- | -------------------------------- |
| 1         | Lunes a viernes 21:30 - 22:30 h. | 60        | 12 de junio de 2023 | 3.4                  | 1 de septiembre de 2023 | 3.6                  | 3.0                              |